# Belmont (New Hampshire, város)
Belmont város az Amerikai Egyesült Államok New Hampshire államában, Belknap megyében. Lakosainak száma 7314 fő (2020. április 1.).

## Népesség
A település népességének változása:

| 2010 | 7 356 |
| 2020 | 7 314 |